# Achtervanger

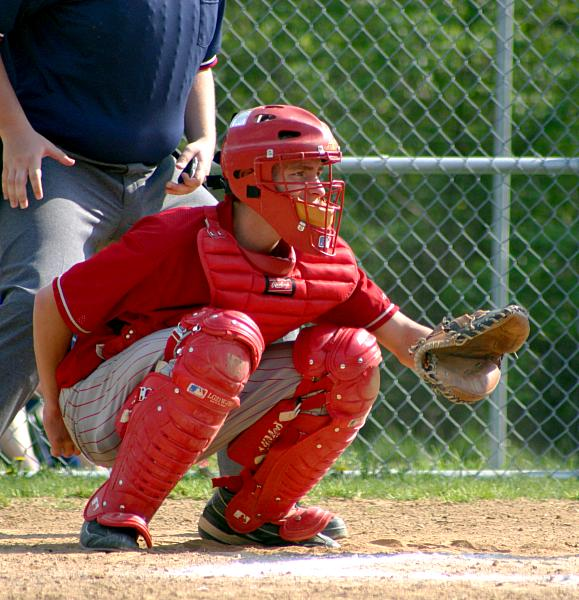
Een catcher, klaar om een worp te ontvangen

De positie van de achtervanger, aangegeven met C

De achtervanger, vaak met het Engelse woord catcher aangeduid, is een speler in het honkbal of softbal die, als zijn team verdedigt, achter de thuisplaat gehurkt zit en de aangegooide ballen van de werper ontvangt. Bovendien bewaakt hij de thuisplaat als honk. De rol is vergelijkbaar met een wicketkeeper bij cricket.
Omdat de meeste slagmensen rechts zijn en dus links van de thuisplaat staan, is het voor een achtervanger gunstig om rechtshandig te zijn, zodat hij makkelijk langs de slagman kan werpen naar het tweede of derde honk.

## Taken van de achtervanger
- Door afgesproken gebaren communiceren met de werper hoe de bal wordt gegooid.
- Het minimaliseren van problemen na een wilde worp van de werper.
- Vangen van hoge korte (fout)ballen.
- Oppakken van korte (stoot)slagen.
- Alert zijn op steelpogingen, en op de juiste momenten een aangegooide bal naar een van de honken werpen.
- In uitzonderlijke gevallen eerste of derde honk overnemen.

## Bescherming
Omdat werpers bijzonder hard kunnen gooien en slecht geslagen ballen in de richting van de achtervanger kunnen gaan, moet hij goed beschermd zijn. Daarom wordt verplicht een helm met masker, een bodyprotector en legguards gedragen.
Ook de scheidsrechter, die achter de catcher moet staan om de worpen op juistheid te kunnen beoordelen, draagt beschermende kleding.